# Panhard & Levassor M2A
Der Panhard & Levassor M2A ist ein Pkw-Prototyp. Hersteller war Panhard & Levassor in Frankreich.

## Beschreibung
Die nationale Zulassungsbehörde in Frankreich begann erst 1899 damit, Kraftfahrzeuge systematisch zu prüfen und Typenbescheinigungen auszustellen. Da dieses Modell bereits 1895 präsentiert wurde, gibt es keine offizielle Typenbezeichnung. Der Modellname leitet sich vom verwendeten Motor ab. Das „M“ steht für den sogenannten Phénix-Motor nach einer Lizenz von der Daimler-Motoren-Gesellschaft. Die „2“ zeigt die Anzahl der Zylinder an.
Es ist ein Zweizylinder-Reihenmotor. 50 mm Bohrung und 90 mm Hub ergeben 353 cm³ Hubraum. 1 CV ist angegeben, wobei unklar bleibt, ob das für die steuerliche Einstufung nach Cheval fiscal oder für die tatsächliche Motorleistung in PS steht.
Der Motor ist im Heck montiert und treibt die Hinterachse an. Die offene Karosserie bietet Platz für ein bis zwei Personen auf einer Sitzbank. Die vorderen Räder sind kleiner als die hinteren.
Das Fahrzeug wurde 1895 vorgestellt. Es blieb bei einem Einzelstück. Das Fahrzeug ist in einem französischen Museum erhalten geblieben.